# Witte zwanen zwarte zwanen (Suske en Wiske)
Witte zwanen zwarte zwanen is een stripverhaal uit de reeks van Suske en Wiske.
Het werd in april 1987 uitgebracht ter ere van het 100-jarig bestaan van Albert Heijn. Het kwam uit buiten de Vierkleurenreeks.

## Locaties
- de Zaanstreek, Noord-Holland, Zaandam, de Zaanstreek, een meer, de Zaan (rivier), de gespleten den

## Personages
- Suske, Wiske met Schanulleke, tante Sidonia, Lambik, Jerom, professor Barabas, juffrouw Zannie, Zaankanters en heksen, Albert Heijn, Tesse (hond)

## Uitvindingen
- de teletijdmachine

## Het verhaal
Tijdens een vakantie in Noord-Holland zien de vrienden een mysterieuze toren van wolken op het meer verschijnen en er komt plotseling een enorme storm. Suske en Wiske, op dat moment in hun zwemkleding op hun surfplanken, worden vanuit de toren bespied door iemand die meent hen eerder te hebben gezien. Jerom redt Wiske uit het water en Suske kan op eigen kracht met de surfplank aan de kant komen. Dan zien de vrienden dertien zwarte zwanen uit de wolken vliegen. Ze volgen de zwanen naar de Zaanse Schans en Zaandam, waar de vogels een Albert Heijn (supermarkt) binnenvliegen. Ze halen streepjescodes van de artikelen en vliegen terug naar het meer. Als de vrienden terugkeren bij het meer willen Suske en Wiske weer met hun surfplanken in hun zwemkleding het meer op om de toren van wolken wat beter bekijken, maar een nieuwe storm zorgt voor een enorme draaikolk. De kinderen komen terecht in een grot onder het meer waar ook de zwarte zwanen zijn. Dan verandert één zwaan in een mens, waarna deze vrouw (dit is ook degene die Suske en Wiske vanaf de toren bespiedde) probeert de streepjescodes op haar bezem te passen. De juiste code zit er niet bij en de heks moet nu opnieuw zeven jaren wachten voordat ze een nieuwe poging kan doen. Ze betovert de zwanen om in bronzen beelden, maar Suske en Wiske worden per ongeluk ook geraakt door haar toverkracht. Ze belanden in het jaar 1887 en kunnen zich niets meer herinneren; ze weten alleen van elkaar nog wie ze zijn.
Tante Sidonia, Lambik en Jerom gaan met duikapparatuur op zoek in het meer en vinden de grot met de versteende kinderen. Ze ontmoeten juffrouw Zannie (de vrouw die van zwarte zwaan in een mens veranderde) die hen vertelt dat de Zaankanters vroeger samenleefden met heksen, die voor het merendeel kwaad in de zin hadden en streken uithaalden. Zannie was de enige goede heks en toen ze twee zwervertjes (dit blijken Suske en Wiske te zijn, die daar door de toverkracht van juffrouw Zannie waren beland) wilde helpen tegen pestkoppen veranderde ze de pestkoppen in zwarte zwanen. Ze wilde de betovering de volgende dag verbreken, maar de andere heksen stootten haar uit de orde, omdat ze de zwervertjes wilde helpen met haar magie. De heksen knipten haar bezem stuk en gooiden de afgeknipte bos in een magisch vuur, waardoor deze levend werd en wegrende. Alleen als de bezem hersteld wordt kan juffrouw Zannie haar toverspreuk ongedaan maken. Ze moet de kinderen na elke poging terug in de tijd sturen, naar het moment dat ze hen heeft betoverd. Dit jaar is dat 100 jaar geleden en Suske en Wiske zijn daar nu ook. Uit het verhaal van juffrouw Zannie blijkt dat Suske en Wiske in een tijdlus terecht zijn gekomen, waarin ze de gebeurtenissen tussen 1887 en het huidige jaar steeds opnieuw beleven. Zaak is nu om deze tijdlus te doorbreken. De vrienden gaan naar professor Barabas en hij flitst hen naar het Zaandam van 1887. Zannie gaat niet mee, want ze bestaat al in het verleden.
De vrienden gaan als molenaars werken in een mosterdmolen en met hulp van Zannie en Jerom draait de molen enorm goed. In plaats van mosterdpoeder komt er pure mosterd uit de molen. De andere heksen waarschuwen Zannie dat ze haar zullen verbannen als ze nog meer goede daden zal verrichten en ze betoveren de vorige molenaar in een kikker. Dan ziet Zannie dat Suske en Wiske worden lastiggevallen en ze helpt hen. Door een truc kunnen ze alle drie ontsnappen aan de boze heksen en een sprekende hond zorgt voor eten en een slaapplaats. De volgende dag brengt Zannie de kinderen naar de mosterdmolen en de vrienden zijn dolblij. De kinderen herkennen hen niet, maar gaan met de anderen mee naar Zaandam om de mosterd bij de nieuwe winkel van de heer Heijn af te leveren. De mosterd is snel op en Suske en Wiske bieden aan een nieuwe lading uit de molen te halen.
Als de heksen hen zien halen ze 12 jochies over om hen te pesten (dit is hetzelfde moment waarover juffrouw Zannie vertelde, toen ze Sidonia, Lambik en Jerom voor het eerst in de grot had ontmoet) en als Zannie deze jochies omtovert in zwanen wordt ze meegenomen naar de gespleten den. Het heksentribunaal veroordeelt Zannie, maar deze keer helpen de vrienden de streepjescode (de levendgemaakte afgeknipte bos) te vangen. De heksen proberen de groep in dieren te veranderen, maar de toverstraal kaatst terug op Jeroms dubbelgespierde borstkas waardoor de heksen zelf in dieren veranderen. Voortaan moet Zaandam het zonder heksen doen. De bezem wordt hersteld en daardoor wordt de betovering eindelijk verbroken. Suske en Wiske worden weer normaal, ze krijgen hun geheugen terug en belanden weer in hun zwemkleding op de plaats waar ze werden betoverd. De zwarte zwanen lossen op in het niets. Omdat de jochies het best leuk vonden mogen ze nu elke volle maan als witte zwanen rondvliegen en ze zijn dan een waarschuwing voor de jonge Zaankantertjes; alleen het goede loont. Professor Barabas flitst de overige vrienden terug naar hun eigen tijd en Lambik wil snel naar juffrouw Zannie, maar zij is al met professor Barabas op vakantie gegaan.